# فلورنس فروستي
فلورنس فروستي (بالفرنسية: Florence Foresti)‏ هي كاتبة سيناريو وفنانة ملاهي ‏ وممثلة فرنسية، ولدت في 8 نوفمبر 1973 في فرنسا. بدأت مشوارها المهني سنة 1993، ومن الجوائز التي نالتها وسام الفنون والآداب الفرنسي.

## جوائز
- وسام الفنون والآداب الفرنسي

## وصلات خارجية
- فلورنس فروستي على موقع IMDb (الإنجليزية)
- فلورنس فروستي على موقع ألو سيني (الفرنسية)
- فلورنس فروستي على موقع ميوزك برينز (الإنجليزية)
- فلورنس فروستي على موقع أول موفي (الإنجليزية)
- فلورنس فروستي على موقع قاعدة بيانات الفيلم (الإنجليزية)